# 普加乔夫眼镜蛇机动
眼鏡蛇機動（英語：Cobra maneuver）這一動作最初是在1960年代早期由瑞典飛行員駕駛薩博J 35戰鬥機進行的，而後由蘇聯試飛員伊戈爾·彼得羅維奇·沃爾克做出此動作并闻名于世。这一名称来源于苏联飞行员维克托·普加乔夫，是一种人为让战斗机进入尾冲临界，机头突然大仰角抬高至超過90度，造成飞机速度骤减，再恢复水平飞行的一种飞行姿态变化。这种动作原则上只能由静不稳定构型飞机完成，（如Su-27战斗机、米格-29）。但有极少数例外，如Saab 35这样的静稳定二代机也能完成，且条件比大多数三代机宽松。在完成普加乔夫眼镜蛇机动前后飞机的高度几乎没有太大的变化，但推重比低的飞机会于平飞增速阶段降低高度。这一动作于普加乔夫进行Su-27原型机飞行包线测试时首先公布（但并非首次发现，例如更早於1974年YF-17眼鏡蛇試飛時即能展現眼鏡蛇動作），从而划定了Su-27安全飞行的飞控干预底线，并成为前苏联和俄罗斯飞行表演与推销飞机的招牌动作。

## 机动过程

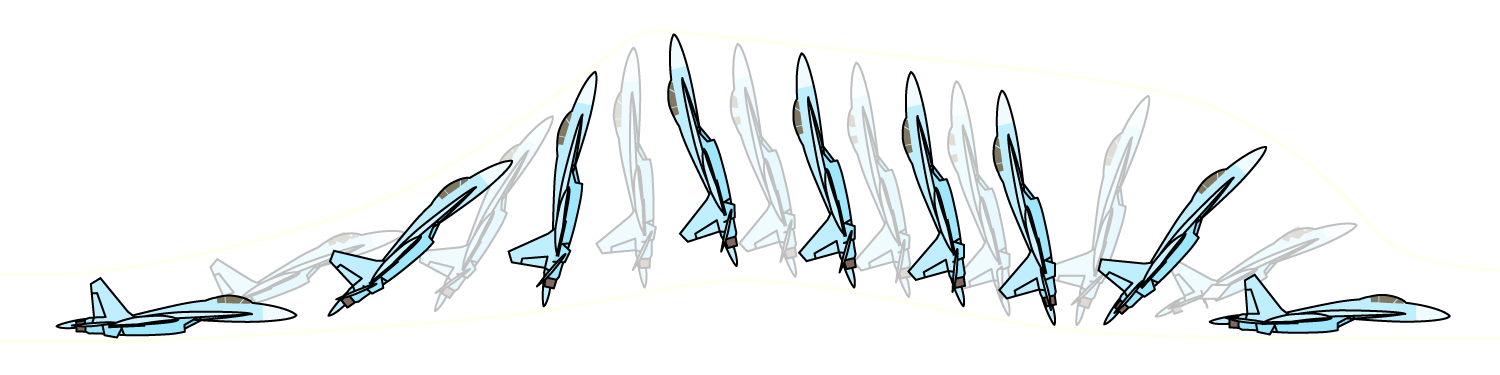
一架Su-27戰鬥機眼镜蛇机动的过程。

在做眼镜蛇机动机动前，飞机的飞行速度大约为310～420km/h，然后由飞行员迅速断开电传操纵系统电门和迎角限制器电门，迅速拉杆到底，保持短时间使机头上仰到 110°至120°。这时飞机由于机腹向前，飞行阻力增大，造成飞行速度迅速降低。机头开始下沉时，加大发动机的马力防止航向偏离。飞机恢复到水平飞行时，接通电传操纵系统电门和迎角限制器电门，动作完成。
整个动作的持续时间约为5秒。动作结束后，飞行速度约为每小时120～130公里，飞行高度几乎不变。

## 战术意义
在实际近距空战中，当战斗机在蛇形转弯或盘旋等机动过程中发现后方距离较近的敌机时，通过使用普加乔夫眼镜蛇机动快速减速，可使敌机冲到前方，使其处于战斗机的前方，也就是受打击的位置。另外，突然改变的飞行状态可能使多普勒雷达失去咬定目标，减小遭受攻击的可能性。

## 具备眼镜蛇机动能力的战斗机
俄羅斯
Su-27战斗机
Su-30战斗机
Su-33戰鬥機
Su-35戰鬥機
Su-37戰鬥機
米格-29戰鬥機
米格-35戰鬥機
Su-47金雕式戰鬥機（理论，从未完成）
Su-57戰鬥機
 中国大陆
殲-11
殲-15
殲-16
歼10B 矢量验证机
歼-20
 瑞典
Saab 35 Draken
 美国
F-15 S/MTD試驗機
F-16戰隼戰鬥機VISTA
YF-17眼鏡蛇戰鬥機
F/A-18黃蜂式戰鬥攻擊機
F/A-18E/F超級大黃蜂式打擊戰鬥機
F-22猛禽
F-35闪电II
X-31高机动验证机

## 流行文化
在動畫電影《机动战士GUNDAM SEED FREEDOM》當中，宇宙戰艦「千年」號在阿諾魯德·奈爾文的操舵以下，在正升空衝出大氣層前作出眼鏡蛇機動從而讓全艦避過「Foundation」所控制的鎮魂曲炮擊以後繼續前往宇宙。

## 外部連結
- Interview with Pugachev about this manoeuvre （页面存档备份，存于）
- Fighter Technology of the Future
- USAF & NATO Report RTO-TR-015 AC/323/(HFM-015)/TP-1 (2001)